# 12221 Ogatakoan
12221 Ogatakoan è un asteroide della fascia principale. Scoperto nel 1982, presenta un'orbita caratterizzata da un semiasse maggiore pari a 2,6171014 UA e da un'eccentricità di 0,0836438, inclinata di 1,98279° rispetto all'eclittica.